# AKB48の"私たちの物語"
『AKB48の"私たちの物語"』（エーケービーフォーティエイトの"わたしたちのものがたり"）は、NHK-FM放送で2011年4月1日から2019年3月23日までAKB48をはじめとするAKB48グループメンバーらが出演していたラジオドラマかつ冠番組である。

## 概要
2010年8月14日、2011年1月2日の2回、特別番組として放送され、2011年4月1日から隔週のレギュラー放送となった。
内容はリスナーからのエピソード、キーワードを基に、AKB48（まれに姉妹ユニットも）のメンバーが脚本・シナリオを作りドラマ化する。さらにドラマにリンクしたAKB48の楽曲をリスナーから募集し、その音楽をドラマの重要な要素にしていく。続編プロット募集も実施する。パイロット版時代から、脚本は北阪昌人。
キャッチコピーは「そこに、物語があった。誰にも語らなかった物語があった。私達には、物語が必要だった。ラジオだからできる、私たちの物語」。
2019年3月23日に放送終了。8年の放送に幕を閉じた。

## 出演者
- AKB48・SKE48・NMB48・HKT48・NGT48・STU48・JKT48・SNH48・乃木坂46・欅坂46（#放送日程を参照）
- 山寺宏一
- 滑川和男（NHKアナウンサー） - SP1でナレーションとして出演。
- 増田晋

## 放送日程

### パイロット版
- 初回放送（NHK-FM）
  - SP1：2010年8月14日 22:00 - 23:00
  - SP2：2011年1月2日 22:00 - 23:00

| 回  | 各話  | 放送日（NHK-FM） | ドラマタイトル         | 主演              | 出演                                                 | 出演     |
| 回  | 各話  | 放送日（NHK-FM） | ドラマタイトル         | 主演              | AKB48                                                | 声優     |
| --- | ----- | ---------------- | ---------------------- | ----------------- | ---------------------------------------------------- | -------- |
| SP1 | 第1話 | 2010年 8月14日   | 「みんなにありがとう」 | 大島優子          | 篠田麻里子・高橋みなみ・秋元才加・宮澤佐江           | 山寺宏一 |
| SP1 | 第2話 | 2010年 8月14日   | 「不思議の国のアツコ」 | 前田敦子          | 篠田麻里子・高橋みなみ・秋元才加・宮澤佐江・柏木由紀 | 山寺宏一 |
| SP1 | 第3話 | 2010年 8月14日   | 「10年後」             | 前田敦子 大島優子 | 篠田麻里子・高橋みなみ・秋元才加・宮澤佐江・柏木由紀 | 山寺宏一 |
| SP2 | 第1話 | 2011年 1月2日    | 「炎の宮澤3兄弟」      | 宮澤佐江          | 倉持明日香・指原莉乃・高橋みなみ・河西智美・増田有華 | 増田晋   |
| SP2 | 第2話 | 2011年 1月2日    | 「風になった天使」     | 河西智美          | 倉持明日香・高橋みなみ・宮澤佐江・増田有華           | 増田晋   |
| SP2 | 第3話 | 2011年 1月2日    | 「冬の帰り道」         | 高橋みなみ        | 倉持明日香・宮澤佐江・河西智美・増田有華             | 増田晋   |

## 差し替え番組
- ぶち☆なま（広島県・2011年度）